# Francisco Hernando
Pour les articles homonymes, voir Hernando.
Francisco Hernando Contreras, surnommé L'égoutier (en espagnol : Paco El Pocero), né à Madrid le 2 juin 1945 et mort le 3 avril 2020 dans la même ville, est un homme d'affaires espagnol, détenteur d'une des plus grosses fortunes du pays.

## Biographie
À 20 ans, Francisco Hernando fait construire son premier immeuble. En 1985, il achète son premier yacht, le Lady Mónica pour 300 millions de pesetas.
Après avoir construit plusieurs centres commerciaux et de l'évolution du logement[pas clair] en 1991, il se ruine pendant les travaux de construction à Villaviciosa de Odón, où il avait l'intention de construire un ensemble résidentiel important dans une zone de trois millions de mètres carrés.

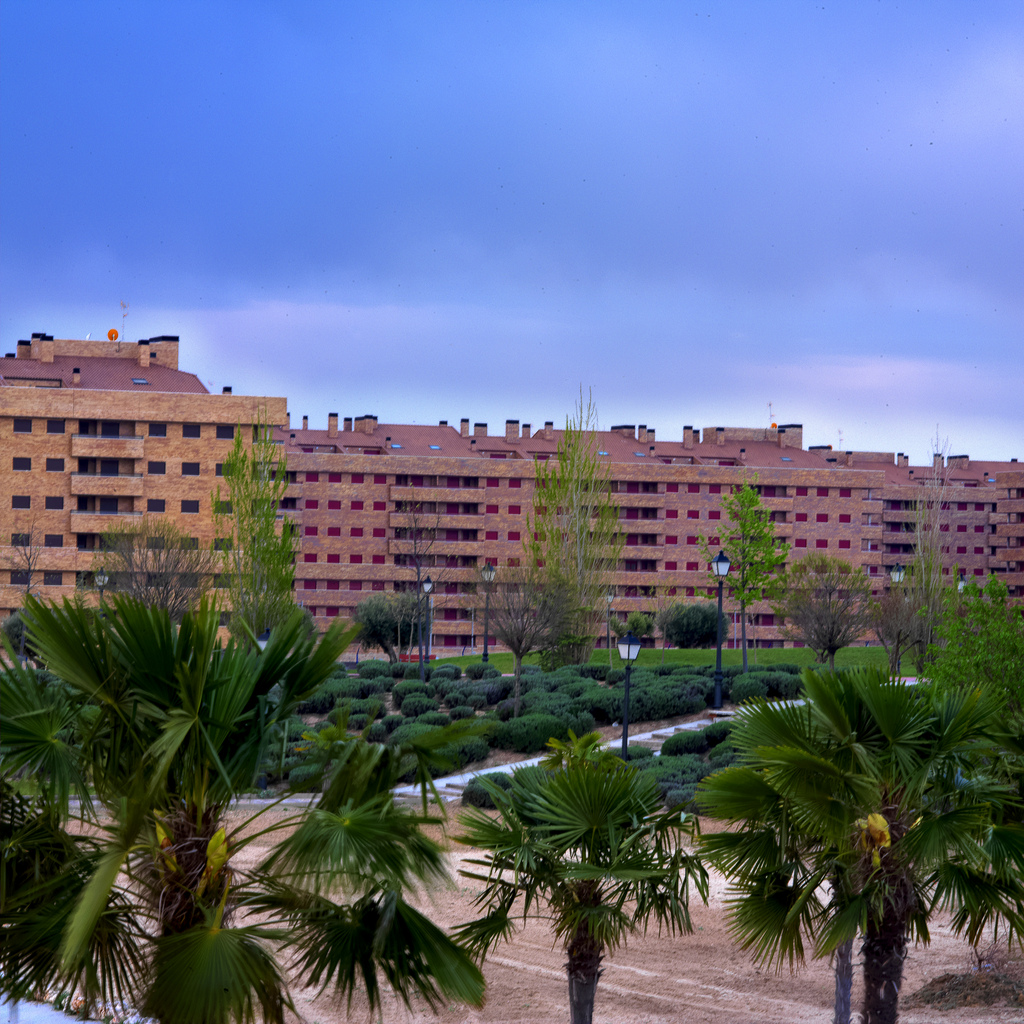
La Residencial Francisco Hernando en 2009.

Sa fortune refaite, il construit une ville controversée à Seseña, portant le nom de Residencial Francisco Hernando. C'est l'un des plus gros ouvrages privés de l'histoire de l'Espagne : 9 milliards d'euros d'investissement et plus de 13 000 logements construits par la société Onde 2000, appartenant au groupe Francisco Hernando. Mais les acheteurs sont peu nombreux et la ville, parfois qualifiée de « ville fantôme », est un échec.
Le 3 avril 2020, il meurt de la COVID-19 à la clínica Quirón de Madrid.

## Réalisations
- 2008 : la ville nouvelle de Seseña